# Godfryd III Brodaty
Godfryd III Brodaty (ur. 1040, zm. 1097) – hrabia Andegawenii, syn hrabiego Gâtinais Godfryda II Ferréola i Ermengardy, córki hrabiego Fulka III Andegaweńskiego.
Hrabstwo Gâtinais odziedziczył w 1045 r. W 1060 r., po bezpotomnej śmierci swojego wuja Godfryda II, został hrabią Andegawenii. Podczas swoich rządów musiał walczyć ze swoim młodszym bratem Fulkiem. Fulko sprzymierzył się z księciem Akwitanii Wilhelmem VIII i 4 kwietnia 1067 r. dzięki zdradzie pojmał i uwięził brata.
Pod presją Kościoła Fulko uwolnił brata. Pokój między nimi nie przetrwał długo. W 1068 r. rozpoczęła się kolejna wojna, zakończona klęską Godfryda w kwietniu pod Brissac. Godfryd utracił hrabstwo i został uwięziony w Chinon. Wolność odzyskał dzięki interwencji papieża Urbana II w 1096 r. Zmarł niedługo później.
Ok. 1060 r. ożenił się z Julianną, córką Hamelina, pana de Langeais. Nie miał dzieci.